# قرية اليمامة (الخرج)
قرية اليمامة هي قرية تراثيّة تقع شمال مدينة السيح، في محافظة الخرج، المملكة العربية السعودية.

## الموقع
تقع شمال مدينة السيح عاصمة الخرج قديماً، وإلى الجنوب من مدينة الرياض.

## نبذة تاريخية
تعتبر من أقدم البلدان في المنطقة، حيث قامت على أنقاض مدينة الخضرمة قاعدة قبيلة جديس القديمة. وهي قرية تراثية تتألف من مجموعة من المباني السكنية ومسجداً تاريخياً، وقد تداخلت مع مزارع النخيل والأراضي الزراعية ومباني السكن الحديث.

## النسيج العمراني
تميز النسيج العمراني للقرية بأنه يعكس خصائص القرى التقليدية في المنطقة الوسطى من شبه الجزيرة العربية، من حيث تقارب البيوت من بعضها وتلاصقها وضيق ممراتها وطرقها التي تتفرع من طرق رئيسة إلى أزقة للربط بين المركز أو الساحة الرئيسة، ويأتي ذلك متماشياً مع الظروف المناخية الصحراوية، حيث الطقس الحار صيفاً والبارد شتاءً، الأمر الذي يجعل المباني تنفتح إلى الداخل، مع تقاربها الذي يقلل المساحات المعرضة للشمس ومنع تأثير العواصف والرياح القوية عليها. وكذلك تقوم المنازل بدور الحماية لبعضها البعض من أي خطر يهددها. والبيوت غالباً لا يزيد إرتفاعها عن دورين، وهي تأخذ الشكل المستطيل، وتبدو عليها البساطة والتماثل من حيث الشكل العام والتصميم، كما تتسم واجهاتها بأنها غالباً مصمتة إلا من بعض النوافذ القليلة ذات الفتحات الضيقة والمرتفعة عن الأرض، وتخلو واجهاتها من النقوش والزخارف، بإستثناء الشرفات المثلثية في أعلى سطوحها، بينما تتزين من الداخل بنقوش وزخارف جصية وطينية خصوصاً في غرف إستقبال الضيوف. المادة المستخدمة في البناء هي الطين اللبن الذي يتم تقويته أحياناً بعوارض خشبية، ويتم طلاء المباني غالباً بطبقة من الطين أو الجص، وترتكز المباني على أساسات من الحجر تكون عبارة عن أربعة إلى خمسة مداميك، بينما المباني الصغيرة قد تشيد على الأرض مباشرة بدون أساسات. وتتكون الأسقف من جذوع أشجار الأثل أو النخيل، ثم تفرش عليها طبقة من سعف النخيل ويتم تغطيتها بطبقة من الطين.

### مكونات الموقع
- أساسات من الحجر.
- الأسقف خشبية مصنوعة من خشب الاثل مغطى بسعق النخيل ويعلوه طبقة من خليط الطين والتبن.
- المباني مغطاة بطبقة من لياسة خارجية من خليط الطين التبن.
- تنوع أشكال الفتحات ومقاساتها بواجهات مباني القرية.
- تعلو فتحات الشبابيك والابواب أعتاب خشبية لتحمل بقية الحائط أعلاها.
- تتنوع أرتفاع المباني مابين طابق واحد وطابقين[2]